# Feminazi
El término feminazi se usa con un sentido peyorativo en contra del feminismo en general o en contra de algunas feministas en particular, sobre todo de aquellas a las que se percibe como «radicales», con el argumento de que el feminismo no busca la igualdad entre hombres y mujeres. Su uso fue popularizado en 1992 por Rush Limbaugh, un locutor de radio y comentarista político conservador estadounidense.

## Origen y uso

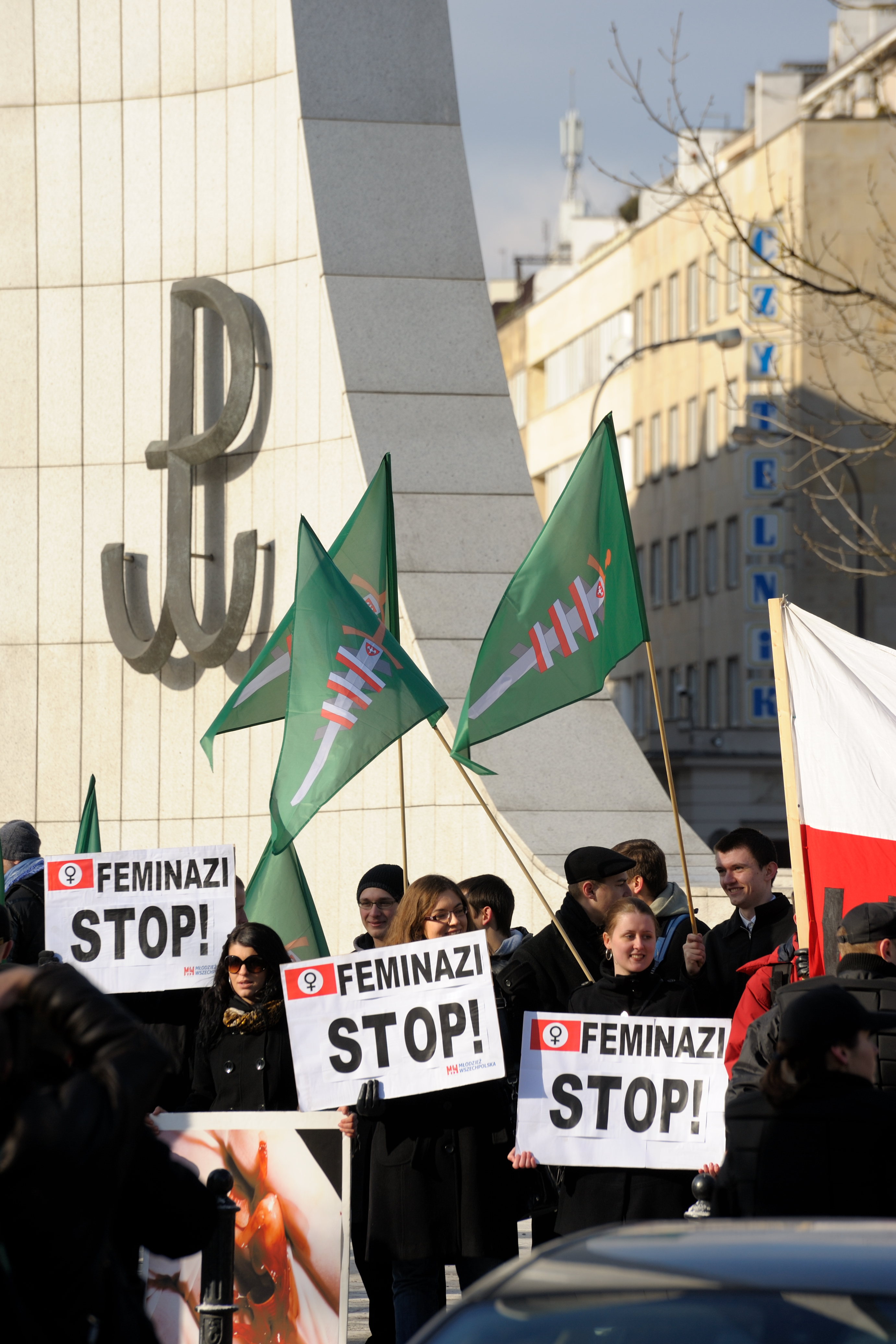
Manifestantes polacas antifeministas durante el Día Internacional de la Mujer en Varsovia, 2010. Sostienen pancartas con la consigna «Feminazi stop», con el símbolo de Venus dentro de una bandera nazi.

Según el The Oxford Dictionary of American Political Slang (Diccionario de Oxford del argot político estadounidense en español), feminazi se refiere (peyorativamente) a "una feminista comprometida o una mujer de voluntad fuerte". El término es un acrónimo de los sustantivos feminista y nazi. El presentador de programas de radio Rush Limbaugh popularizó el término entre sus oyentes. En su libro de 1992  The Way Things Ought to Be (La forma en las que las cosas deberían ser en español), Limbaugh reconoció a Thomas Hazlett, profesor de economía en la Universidad de California en Davis, por haber acuñado el término.
Limbaugh ha declarado que el término feminazi se refiere a "feministas radicales" cuyo objetivo es "ver que haya tantos abortos como sea posible" y un pequeño grupo de "militantes" a quienes distingue de "personas bienintencionadas pero mal orientadas que se llaman a sí mismas 'feministas'". Sin embargo, el término se usó más ampliamente para el movimiento feminista en su totalidad; Limbaugh lo ha usado en referencia a la Feminist Majority Foundation, entre otros grupos e individuos. El sociólogo Michael Kimmel escribe en angry White Men: American Masculinity at the End of an Era (Hombres blancos enojados: la masculinidad estadounidense en el fin de una era en español) que el término ataca al feminismo al "fantasmagóricamente ligar campañas por la igualdad salarial, o seguridad contra la violencia y la violación, al genocidio organizado en el Tercer Reich".
Limbaugh afirma que las feminazis, a diferencia de las feministas mainstream, son aquellas "que están contentas con la gran cantidad de abortos que tenemos" en los Estados Unidos. El educador en contra de la violencia de género Jackson Katz sostiene que "no existen tales feministas" y que feminazi es un "término inteligente de propaganda" destinado y utilizado para "[acosar] al silencio cómplice de las mujeres que de otro modo podrían desafiar la violencia de los hombres". En la segunda edición de su libro Outrageous Acts and Everyday Rebellions, la activista por los derechos de las mujeres Gloria Steinem escribe: "Nunca he conocido a nadie que se ajuste a esa descripción [de querer tantos abortos como sea posible], aunque [Limbaugh] me lo exagere entre muchos otros".

## Crítica
Según figuras como Pilar Fernández Pardo y Gloria Steinem, este término «se usa para socavar la influencia del feminismo, atacando una de sus reivindicaciones básicas, que es la igualdad» entre los sexos.
En una entrevista de 1996, la periodista y activista feminista Gloria Steinem criticó el uso que Limbaugh hace de la palabra feminazi con base «en que Adolf Hitler accedió al poder posicionándose en contra del poderoso movimiento feminista alemán, cerró las clínicas de planificación familiar y declaró que el aborto era un crimen contra el Estado», por lo que se asemejaría más a la actuación de Rush Limbaugh. En su libro Outrageous Acts and Everyday Rebellions, Steinem calificó el término como «cruel y antihistórico», y señaló la represión del feminismo bajo el gobierno de Hitler, subrayando que muchas prominentes feministas, como Helene Stöcker, Trude Weiss-Rosmarin y Clara Zetkin, fueron obligadas a huir de Alemania, mientras que otras fueron asesinadas en campos de concentración.
Según la periodista británica Helen Lewis, editora adjunta de New Statesman, "la idea de combinar un movimiento de liberación con el nazismo es profundamente ignorante. Se autodestruye, porque es muy exagerado". Para la escritora feminista inglesa Laura Bates, fundadora del sitio web Everyday Sexism Project (Proyecto de sexismo cotidiano en español), este término "es un intento desesperado por demonizarnos, y es frustrante, porque si no fuera una palabra tan ofensiva, realmente podrías comenzar a abrazarla y poseerla".
John K. Wilson, en su libro The Most Dangerous Man in America: Rush Limbaugh's Assault on Reason, cita la definición de Limbaugh como «feminista radical cuyo objetivo es que haya la mayor cantidad de abortos posible», y dice que «bajo esta definición no existe, literalmente, ninguna feminazi».
Mientras tanto, en el Diccionario de la transgresión feminista, Alda Facio define al feminismo radical como «una corriente del feminismo que no hace alusión a una excesiva beligerancia o fanatismo, como la palabra radical podría sugerir, sino a que esta corriente sostiene que, para lograr eliminar la desigualdad social, es indispensable atacar la raíz del problema», y que dicha raíz es el patriarcado.
Según el psicólogo español Arturo Torres, se trata de una invención periodística que responde a una campaña de desprestigio dirigida contra el feminismo desde posiciones políticas conservadoras.